# صالح اليامي
صالح اليامي (ولد في محافظة بلقرن عام 1987م- ) فنان ومغني سعودي، وطالب دراسات عليا في الولايات المتحدة الأمريكية بهندسة الحاسب.

## النشأة والتعليم
- نشأ في الرياض ودرس بها مرحلتي الابتدائية والمتوسطة، ثم انتقل إلى الطائف حيث أكمل الثانوية ليلتحق بجامعة الطائف وهناك بدأ مسيرته الفنية.
- حاصل على بكالوريوس هندسة الحاسب من جامعة الطائف.

## مسيرته الفنية
بدأ مسيرته بالجامعة أثناء دراسته للهندسة الحاسب، وأول مشاركاته كانت في الجامعة وتحديدا في مسابقة منشد الجامعة حيث فاز باللقب.
شارك في العديد من المسابقات المحلية والدولة وحقق مراكز متقدمه وكان أبرزها:
- تمثيل المملكة العربية السعودية في مسابقة منشد الشارقه الرابع 2009م.
- المشاركة في مسابقة صوتك واصل في جمهورية مصر 2009م.
- المشاركة في مسابقة أعذب الاصوات بالرياض 2010م.

شارك في العديد من المهرجانات والأبريتات الفنية وكان أبرزها
- مهرجان جازان الفل 2012م.
- مهرجان جوالة جامعة الملك سعود 2012م.
- مهرجان جامعة الطائف الانشادي الأول 2012م ضمن حملة ركاز.
- مهرجان بريده الانشادي لذوي الاحتياجات الخاصة، ديسمبر 2011م.
- مهرجان حملة رتاج الخامسة بالطائف، نوفمبر 2011م.
- مهرجان فور شباب بريده 2011م.
- مهرجان ام القرى الانشادي الثالث 2010م.
- مهرجان الرياض الانشادي للشعر والشيلات 2015م.
- مهرجان اليتيم الثاني بجازان 2009م.
- مهرجان شدا المدينة 2010م.
- مهرجان القدس بالرياض 2009م.
- مهرجان الندوة الانشادي بنجران 2010م.
- مهرجان الطائف الانشادي 2010م.
- اوبريت قصة وطن لجائزة التفوق العلمي بابها 2011م.
- اوبريت وادي الدواسر لجائزة التفوق العلمي 2011م.
- اوبريت كتاب المجد (جامعة الطائف) 2011م.
- اوبريت ركاز وطن ( بها) 2011م.
- اوبريت مسيرة العز ( جامعة الطائف ) 2009م.
- اوبريت شمس الوطن (جامعة الطائف) 2010م.
- مهرجان واوبريت ملتقى العطاء الانشادي الثاني بأبها 2011م.

### من ألبوماته الرسمية
- ألبوم شادي الواحة 2010م - بالتعاون مع الأمير خالد بن سعود الكبير.[2][3][4][5][5][6][7][8]
- ألبوم صدى صالح 2016م - من إنتاج وتوزيع شركة روتانا .

### من كليباته الرسمية
- عذرت 2009 - إخراج حسام الشاذلي
- درس الليالي 2012 - إخراج مالك العنقري
- عالي 2012 - إخراج محمد خاطر
- قطر السحابة 2013 - إخراج أمجد العسيري
- نساك موتك 2014 - بالاشتراك مع عبد العزيز اليامي كلمات: سعيد بن مانع
- ماجورين 2015 إخراج مالك العنقري
- سريني 2015 إخراج هاشم الفايدي
- لا خلا ولا عدم 2016 إخراج مالك العنقري

## وصلات خارجية
صالح اليامي الفنان السعودي الذي صدح بصوته في محافل عدة